# برنارد تلگن
برنارد تلگن (انگلیسی: Bernard D. H. Tellegen; ۲۴ ژوئن ۱۹۰۰ – ۳۰ اوت ۱۹۹۰) مهندس برق اهل هلند بود.
وی همچنین برندهٔ جوایزی همچون مدال ادیسون انجمن مهندسان برق و الکترونیک شده است. وی مخترع ژیراتور است.